# Cratere Planck
Planck è un grande cratere lunare di 319,46 km situato nella parte sud-occidentale della faccia nascosta della Luna.